# Bruno Steck
Bruno Steck (* 16. März 1971 in Langnau) ist ein ehemaliger Schweizer Eishockeyspieler. Seinen Karriereauftakt startete der damals 19-jährige Emmentaler 1990 beim SC Langnau in der Nationalliga B. Während seiner 15-jährigen Profikarriere bestritt er als rechter Verteidiger 581 Meisterschaftsspiele in insgesamt sechs Vereinen. Zu seinen grössten Erfolgen zählen 1998, 1999, 2001 und 2002 die Gewinne des IIHF Continental Cup, 1999 der Sieg des IIHF Super Cups und 2001 der Schweizer Meistertitel mit den ZSC Lions. 2005 erklärte er seinen Rücktritt aus dem Profi-Eishockey. Nach seiner Karriere steht er der U16- und U18-Nationalmannschaft der Schweiz als Team-Manager zur Seite.

## Karriere
Steck wurde 1971 in Langnau im Kanton Bern als mittlerer von drei Brüdern geboren, sein jüngerer Bruder war der 2017 tödlich verunglückte Extrembergsteiger Ueli Steck.
Im Sommer 1990 wurde Steck für die erste Mannschaft des SC Langnau verpflichtet. 19-Jährig gab er – mit der Rückennummer 5 – sein Debüt in der Nationalliga B, der zweithöchsten Liga des Schweizer Eishockeys. Steck wurde von Beginn als rechter Verteidiger eingesetzt. In seiner ersten Saison verbrachte er 26 Minuten auf der Strafbank und erzielte fünf Scorerpunkte.
Bereits in seinem zweiten Profijahr wechselte Steck den Club. Er trat in der Spielzeit 1991/92 als Verteidiger in die Reihen des ebenfalls in der NLB spielenden SC Lyss mit der neuen Rückennummer 26 an. Während der Meisterschaftsrunde trug er mit neun Scorerpunkten zum zweiten Platz des SC Lyss bei. Ab 1992 spielte Steck zwei Jahre beim HC Martigny. Bei einem Spiel verlor er auf einen Schlag elf Zähne, fehlte jedoch in keinem Spiel und trug mit 21 Scorerpunkten in beiden Spieljahren erheblich zum jeweiligen Erreichen der Playoffs bei.
1994 wurde der Zürcher Schlittschuhclub auf den Verteidiger aufmerksam und verpflichtete Steck für drei Jahre. In seiner ersten Saison in der obersten Spielklasse gelangen Steck zwei Tore und drei Assists für die Zürcher. Diese erreichten in der Saison 1994/95 mit dem achten Platz knapp die Playoffs und schieden früh – dem Saisonverlauf entsprechend – im Viertelfinale gegen den EV Zug aus. In der folgenden Saison vermochte Steck wiederum fünf Scorerpunkte beizutragen, schied mit den Zürchern wie im Vorjahr im Viertelfinale der Playoffs aus. In der folgenden Saison schaffte es der „Zätt“ auf den siebten Platz. Auch Steck konnte sich steigern und durfte sich sieben Scorerpunkte gutschreiben lassen, doch wie schon in den Vorjahren musste sich der ZSC im Viertelfinale – diesmal gegen den SC Bern– geschlagen geben.
Ein Jahr später unterschrieb der Verteidiger einen Vertrag beim HC Ambrì-Piotta und spielte dort unter Trainer Larry Huras mit der Rückennummer 46, da Teamkollege John Fritsche die Nummer 26 innehatte. Aus dieser Zeit resultierten bis heute zahlreiche Freundschaften, auch jene mit John Fritsche. In der Saison 1997/98 unterlagen die Leventiner im Kampf um den Schweizer Meistertitel dem späteren Schweizer Meister EV Zug im Halbfinale knapp in einer 4:3-Serie. In dieser Spielzeit gewann Ambrì-Piotta mit Steck zum ersten Mal den IIHF Continental Cup – als erstes Schweizer Team überhaupt.
In der folgenden Spielzeit gelang den Leventinern eine überlegene Meisterschafts-Vorrunde mit einem ersten Platz nach der Vorrunde. Steck steuerte 20 Scorerpunkte zum Gelingen bei – sein Karrierehöchstwert. Ambrì beendete die Saison 1998/99 als Vizemeister hinter dem Kantonsrivalen HC Lugano. Im Spieljahr 1999/2000 konnten die Leventiner national nicht mehr an den Erfolg des Vorjahres anknüpfen. Auch Stecks Bilanz fiel bescheidener aus, er verbuchte bei 33 Spieleinsätzen elf Scorerpunkte. International hingegen lief es mit dem HC Ambrì-Piotta besser, sie gewannen erneut den IIHF Continental Cup und im selben Jahr den IIHF Super Cup. Nachdem zwischen Larry Huras und dem Präsidenten des HC Ambrì-Piotta bereits Anfang 1999 Differenzen bestanden hatten, verliess der Erfolgstrainer 2000 die Leventina in Richtung Zürich. Kurze Zeit später kursierten Gerüchte, dass Steck Huras zu den ZSC Lions begleiten sollte. Knapp einen Monat später wurde der Wechsel offiziell bestätigt.
Steck gelang mit dem ZSC in der Saison 2000/01 die Bestätigung des Meistertitels und der Verteidiger wies in dieser Saison einen positiven Plus/Minus-Wert von +4 auf. Wiederum gelang seinem Team der Sieg des IIHF Continental Cups. In der sich anschliessenden Saison erreichte Steck mit dem ZSC erneut die Playoffs. Die Lions klassierten sich hinter dem HC Davos als Vizemeister, verteidigten aber den Continental-Cup-Gewinn des Vorjahres. Steck galt als Huras-Freund und als sein Vertrag 2002 auslief, erhielt auch der Verteidiger kein Angebot mehr von den Lions.
Als der HC Lausanne dem Verteidiger eine Offerte unterbreitete, unterschrieb Steck Anfang April 2002 einen Drei-Jahres-Vertrag. Die Saison 2002/03 verlief sportlich desolat für den Linksschützen, da der LHC Tabellenletzter wurde. Ein Spielertransfer-Skandal um Fribourg-Gottéron verhinderte den drohenden Abstieg – das Playout wurde in dieser Saison nicht ausgespielt. Auch die nächste Saison fiel ähnlich aus. Bei 30 Spieleinsätzen in 48 Meisterschaftsspielen erzielte Steck zwei Tore und neun Assists für die Westschweizer. Trotzdem belegten die Lausanner nur den elften Rang und mussten in die Play-outs. Dank eines Sieges gegen den Aufsteiger EHC Basel, konnten sich die Westschweizer als Viertplatzierte in die Relegationsspiele retten, während Steck sich in diesem Spiel am Knie verletzte. Steck musste die Saison vorzeitig beenden, als er sich im Meisterschaftsspiel gegen die SCL Tigers einen Kreuzbandriss zuzog. In der Vorbereitung zur Saison 2004/05 erlitt Steck erneut einen Kreuzbandriss und war damit gezwungen, seine Karriere vorzeitig zu beenden, während der HC Lausanne den Abstieg in die NLB nicht mehr abwenden konnte.

## Erfolge und Auszeichnungen
| - 1998 IIHF-Continental-Cup-Gewinn mit dem HC Ambrì-Piotta - 1999 Schweizer Vizemeister mit dem HC Ambrì-Piotta - 1999 IIHF-Continental-Cup-Gewinn mit HC Ambrì-Piotta - 1999 IIHF-Super-Cup-Gewinn mit dem HC Ambrì-Piotta | - 2001 IIHF-Continental-Cup-Gewinn mit den ZSC Lions - 2001 Schweizer Meister mit den ZSC Lions - 2002 IIHF-Continental-Cup-Gewinn mit den ZSC Lions - 2002 Schweizer Vizemeister mit den ZSC Lions |

## Karrierestatistik
(Legende zur Spielerstatistik: Sp oder GP = absolvierte Spiele; T oder G = erzielte Tore; V oder A = erzielte Assists; Pkt oder Pts = erzielte Scorerpunkte; SM oder PIM = erhaltene Strafminuten; +/− = Plus/Minus-Bilanz; PP = erzielte Überzahltore; SH = erzielte Unterzahltore; GW = erzielte Siegtore; 1 Play-downs/Relegation; Kursiv: Statistik nicht vollständig)

## Nach der Profikarriere
Steck ist verheiratet und lebt mit Frau und Kind im Berner Mittelland. Trotz Profikarriere bildet Steck sich stetig weiter und führt mit seiner Frau die Group46 GmbH, welche Dienstleistungen im Bereich Immobilientreuhand (Rendite/StoWe), Immobilienkauf und verkauf sowie Immobilienbewertung anbietet. In der Freizeit frönt Steck mit anderen Ehemaligen weiter seiner Passion Eishockey und war bis 2019 ehrenamtlich Mitglied des Kirchgemeinderates der reformierten Kirche Utzenstorf.